# Moviment Comunista de les Illes Balears
Moviment Comunista de les Illes Balears (MCIB) fou la secció balear del Moviment Comunista d'Espanya (MCE), fundat el 1971 i de tendència maoista amb influències del Che Guevara, però que des del 1975 s'havia organitzat com a organització de partits independents (MCC, MCPV, MCA). A les eleccions generals espanyoles de 1979 es presentà en coalició amb l'Organització d'Esquerra Comunista (MCI-OEC), grup fundat el 1974 i també de tendència maoista. Van obtenir un total de 1.179 vots (0,39%) a les Illes Balears. Durant els anys 80 el grup va participar en les reivindicacions socials i nacionals de les Illes i entre el 1988 i el 1990 es van unir a la Lliga Comunista Revolucionària per a formar part d'altres col·lectius, com el Kol·lectiu Bassetja de Formentera.